# Violence in a Women's Prison
Violence in a Women's Prison (Italiaans: Violenza in un Carcere Femminile) is een Italiaans/Franse sexploitation- en gevangenisfilm uit 1982 onder regie van Bruno Mattei.

## Synopsis
Emanuelle (Laura Gemser) wordt gestuurd naar de Santa Catarina gevangenis voor drugs en prostitutie, waar ze de directeur (Lorraine De Selle) en de andere gevangenen ontmoet. Emanuelle's werkelijke reden voor haar opsluiting is een undercoverrapportage voor Amnesty International.

## Rolverdeling
| Acteur              | Personage                 |
| ------------------- | ------------------------- |
| Laura Gemser        | Emanuelle / Laura Kendall |
| Gabriele Tinti      | Dokter Moran              |
| Maria Romano        | Kitty                     |
| Lorraine De Selle   | Gevangenisdirectrice      |
| Ursula Flores       | Consuelo                  |
| Antonella Giacomini | Malone                    |
| Franco Caracciolo   | Leander                   |
| Françoise Perrot    | Hertha                    |
| Jacques Stany       | Hoofdinspecteur           |
| Leila Durante       | Pilar (als Leila Ducci)   |
| Franca Stoppi       | Rescaut                   |